# (13096) Tigre
(13096) Tigre, désignation internationale (13096) Tigris, est un astéroïde de la ceinture principale.

## Description
(13096) Tigre est un astéroïde de la ceinture principale d'astéroïdes. Il fut découvert par Eric Walter Elst le 21 janvier 1993 à Caussols. Il présente une orbite caractérisée par un demi-grand axe de 3,65 UA, une excentricité de 0,0248 et une inclinaison de 2,26° par rapport à l'écliptique.
Il fut nommé en hommage à la rivière Tigre qui coule en Syrie et en Iraq.

## Compléments